# Politics and the English language
Politics and the English Language is een kritisch essay van de Engelse schrijver George Orwell (1903-1950) uit 1946, waarin hij zijn kritiek uit op het "lelijke en onnauwkeurige" geschreven Engels van zijn tijd en zijn opvattingen uiteenzet over een door hem geopperd verband tussen politieke orthodoxie en de achteruitgang van het taalgebruik. Dit essay wordt in verband gebracht met de ideologische taal Newspeak die een belangrijke rol zou spelen in zijn enkele jaren daarna gepubliceerde roman Nineteen Eighty-Four.

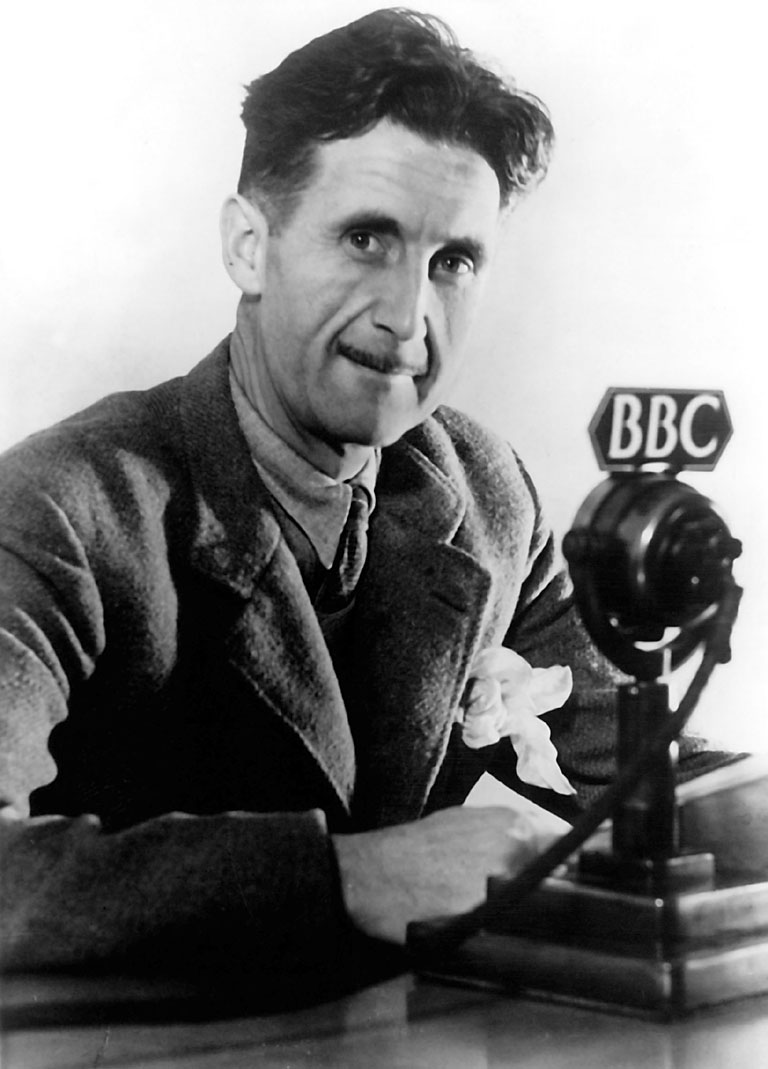
George Orwell (Eric Blair)

In dit essay richt Orwell zich op politiek verhullend taalgebruik, waarover hij oppert dat het zou zijn "ontworpen om leugens waarheidsgetrouw te laten klinken en moord respectabel te maken". Hij stelde dat de in de politiek gebruikte taal doorgaans noodzakelijkerwijs vaag of zinloos was, omdat het bedoeld zou zijn om de waarheid te verbergen in plaats van deze uit te drukken. Het onduidelijk politiek taalgebruik zou volgens hem ook meer integere sprekers en schrijvers 'besmetten'. Als remedie moedigde Orwell het nastreven van concreetheid en duidelijkheid aan in plaats van vaagheid, en individualiteit boven politiek conformisme.
Volgens Orwell zou er een nauw verband bestaan tussen slecht proza en onderdrukkende ideologie. Onderwerpen zoals bijvoorbeeld de koloniale overheersing in Brits-Indië, de zuiveringen en deportaties onder Jozef Stalin en de atoombommen op Hiroshima en Nagasaki kunnen hooguit worden verdedigd met argumenten die voor de meeste mensen te brutaal zouden klinken en niet stroken met de beleden nobele doelen van politieke partijen. Politieke taal moet daarom dus wel grotendeels bestaan uit eufemismen, cirkelredeneringen en obfuscaten.
Het essay verscheen in het Engelse literaire tijdschrift Horizon en werd niet opgenomen in de in 1946 gepubliceerde bundel Critical essays, doch wel in diverse latere postuum verschenen bundels met essays van Orwell.

## Publicaties (selectie)
- All art is propaganda - critical essays, verzameld door George Pack (2008)

## Vertaling
- George Orwell's ‘Politics and the English Language’, vertaald en in- en uitgeleid door Arend Smilde (2003)